# З мертвого дому
«З мертвого дому» (чеськ. Z mrtvého domu) — опера чеського композитора Леоша Яначека.
Композитор сам написав лібрето за мотивами повісті Федора Достоєвського «Записки з Мертвого будинку», а опера стала його останнім твором.

## Постановки
Прем'єра опери відбулася вже після смерті композитора — 12 квітня 1930 року в місті Брно в редакції О. Зітека (лібрето), О. Хлубни та Б. Бакали (музика). Оригінальна версія опери побачила світ у 1958 році в Празі.
Опера ставилася багаторазово в Празі і Берліні (1931), Дрездені (1960), Лондоні (театр «Седлерс-Уеллс», 1965), Мілані (театр «Ла Скала» 1966), Гамбурзі (1972) і інших містах.
Одна з останніх постановок була здійснена в 2016 році Уельською національною оперою в рамках міжнародного оперного фестивалю в Савонлінна. Головні ролі виконали відомі фінські оперні співаки Вилле Русанен і Міка Погйонен.